# Рали Сафари
Рали Сафари е обмислен от света като трудно рали в историята на този спорт. За първи път се провежда от 27 март до 1 юни като Източно Африканска Коронационно Сафари в Кения, Уганда и Танганика като отпразнуването на короноването от Кралица Елизабет II. През 1960 е приеменувано като Източно Африканското Рали Сафари и е продължило да се съществува до 1974 когато е приеменувано като Рали Сафари.
Кръга е включен от календара на Световния Рали шампионат за няколко години преди да бъде изключен от календара за 2003 поради липса на финансиране и организация. Кенийското Правителство се опитва да върне статута на WRC но без успех. От 2003 то е включен в Африканския Рали шампионат организирана от ФИА. Първия победител на това рали е Бил Фритчи от 1953 а в кръг от WRC, местния любимец Шектар Мента който печели три пет пъти (1973) и периода (1979–1982).

## Победители
| Година | Пилот        | Конструктор          | Навигатор  | Рали  | Статистика |
| ------ | ------------ | -------------------- | ---------- | ----- | ---------- |
| 2002   | Колин Макрий | Форд Фокус RS WRC 02 | Ники Грист | Кения | Статистика |